# Ranunculus mosellanus
Ranunculus mosellanus är en ranunkelväxtart som beskrevs av Dunkel. Ranunculus mosellanus ingår i släktet ranunkler, och familjen ranunkelväxter. Inga underarter finns listade i Catalogue of Life.